# Leptogomphus celebratus
Leptogomphus celebratus är en trollsländeart som beskrevs av Chao 1982. Leptogomphus celebratus ingår i släktet Leptogomphus och familjen flodtrollsländor. IUCN kategoriserar arten globalt som livskraftig. Inga underarter finns listade i Catalogue of Life.